# Louis-Éphrem Olivier
Louis-Éphrem Olivier (28 de agosto de 1848 – 21 de diciembre de 1882) fue un médico y político de Quebec, Canadá. 

## Biografía
Representó a Mégantic en la Cámara de los Comunes de Canadá a partir de 1878 a 1882 formando parte del partido Liberal.
Nació en Saint-Nicolas, Canadá Oriental, hijo de Jean Baptiste Olivier y Thessile Plante. Fue educado en la Séminaire de Québec. En 1875, se casó con María Adelia Pelletier. Olivier no tuvo éxito, cuando se postuló para su reelección en 1882. Murió más tarde, ese año, a la edad de 34 años.